# Рябець арденнський
Рябець арденнський (Melitaea arduinna) — вид денних метеликів родини сонцевиків (Nymphalidae).

## Поширення
Вид поширений на степових ділянках у Південно-Східній Європі, Малій Азій, Середній Азії, на Кавказі та Алтаї. В Україні трапляється у степовій зоні.

## Опис
Розмах крил 45-50 мм.

## Спосіб життя
Метелики спостерігаються з кінця травня по серпень. Гусінь живить різними видами волошки. Зимують гусениці у гніздах з павутини.